# 岐阜市立且格小学校
岐阜市立且格小学校（ぎふしりつ しょかくしょうがっこう）は、岐阜県岐阜市日置江にある公立小学校。

## 校名の由来
村民の要請によって、明治6年に初代校長となった儒学者青木春之（号は東山）が、『論語』「為政編」の一節「有恥且格（恥ありて、且ただし）」から命名した。

## 沿革
- 1873年（明治6年）5月23日 -
  - 日置江村に且格義校開校。日置江村、次木村、高河原村の児童が通学。善了寺[注釈 1]を仮校舎とする。
  - 茶屋新田村に共学学校が開校。
- 1878年（明治11年）1月 - 日置江村字屋敷前畑に且格義校の新校舎が完成し移転。
- 1886年（明治19年） - 且格義校が且格尋常小学校、共学学校が共学尋常小学校に改称する。
- 1895年（明治28年） - 且格尋常小学校に高等科を設置、且格尋常高等小学校に改称する。
- 1897年（明治30年）4月1日 -
  - 日置江村、次木村、高河原村、茶屋新田村が合併し、日置江村が発足。
  - 共学尋常小学校が且格尋常小学校に統合され、茶屋新田分教場となる。
- 1930年（昭和5年） - 茶屋新田分教場が新築移転する。
- 1937年（昭和12年） - 新校舎（木造2階建）を竣工し現在地に移転する。
- 1939年（昭和14年） - 茶屋新田分教場を廃止。
- 1941年（昭和16年）4月1日 - 且格国民学校に改称する。
- 1945年（昭和20年） - 各務原陸軍航空廠が疎開する。
- 1947年（昭和22年）4月1日 - 日置江村立且格小学校に改称する。
- 1957年（昭和32年） - 校歌制定。
- 1958年（昭和33年）4月1日 - 日置江村が岐阜市に編入される。同時に岐阜市立且格小学校に改称する。
- 1961年（昭和36年）
  - 6月27日 - 梅雨前線豪雨のため、校舎が床上浸水。7月2日まで臨時休校。
  - 7月3日 - 校舎が使用不能のため、日置江地区は善了寺、茶屋新田地区は本来寺[注釈 2]、次木地区は光衆寺[注釈 3]、大脇・中島地区は民家での分散授業を行う。
  - 7月7日 - 校舎の一部が復旧し、校舎での授業を一部再開。完全復旧は7月15日。

## 通学区域
- 茶屋新田、茶屋新田1-6丁目、大脇1・2丁目、次木、日置江、日置江1-8丁目、高河原、次木新町、下奈良4丁目の一部[1]

## 進学先中学校
- 岐阜市立境川中学校

## 周辺施設
- 岐阜県立羽島北高等学校
- 岐阜市立境川中学校
- 岐阜県立華陽フロンティア高等学校
- 岐阜聖徳学園大学
- 岐阜聖徳学園大学附属高等学校
- 岐阜聖徳学園大学附属中学校
- 岐阜聖徳学園大学附属小学校
- カラフルタウン岐阜

## 交通アクセス
- 岐阜バス

おぶさ墨俣線（JR岐阜駅バスターミナルから墨俣（W65）行）「日置江1丁目」より徒歩約10分。